# Toxonevra similis
Toxonevra similis är en tvåvingeart som först beskrevs av Johnson 1910.  Toxonevra similis ingår i släktet Toxonevra och familjen prickflugor. Inga underarter finns listade i Catalogue of Life.